# Asterina mimusopsidicola
Asterina mimusopsidicola är en svampart som beskrevs av Hosag., Sabeena & D.K. Agarwal 2009. Asterina mimusopsidicola ingår i släktet Asterina och familjen Asterinaceae.   Inga underarter finns listade i Catalogue of Life.